# 그린 아일랜드 FC
그린 아일랜드 FC(Green Island Football Club)는 뉴질랜드 더니딘 그린 아일랜드에 있는 세미프로 축구단이다. 2020년 풋볼사우스 프리미어리그 에서 뛰고 우승하며, 2021년부터 서던 리그에서 뛰고 있다.